# عبد الله مشرف
عبد الله مشرف (مواليد 15 فبراير 1942) هو ممثل مصري.

## حياته ونشاته
عبد الله محمد عبد الله، ولد يوم 15 فبراير لعام 1942م، حصل على بكالوريوس من المعهد العالي للفنون المسرحية عام 1974 حسب مقابله له في برنامج قهوة أشرف.

## مسيرته
عُين في مسرح الطليعة وقدم العديد من المشاهد الصغيرة في بعض الأعمال المسرحية منها “عفاريت من ورق” و”الناس الطيبة” و”ليالي شهرزاد” و”الدندرمة”.
المسرح هو المدرسة الحقيقية للفنان كما يري “عبد الله” لذلك عمل في مسرح الفنان “محمد صبحي” الذي شاركه في بطولة العديد من المسرحيات منها “أنت حر” و”الهمجي” و”وجهة نظر” و”تخاريف” و”لعبة الست” و”كارمن”.
بعد فترة من العمل المسرحي اتجه الفنان “عبد الله مشرف” إلى التليفزيون، وقدم عدد من المسلسلات منها “رجل خطير جدا” و”على هامش السيرة”، ثم بدأت شهرته تتصاعد من خلال المسلسل الاجتماعي الكوميدي “يوميات ونيس” الذي شارك بعده في العديد من الأعمال التلفزيونية الجيده: منها “زيزينيا” و”أبو ضحكة جنان” و”أولاد الشوارع” و”العمة نور” و”فارس بلا جواد”.
كما اقتحم العمل السينمائي وقدم أول أدواره في السينما من خلال فيلم “التخشيبة” مع المخرج “عاطف الطيب”، وشارك أيضاً في بطولة العديد من الأفلام مع عدد من النجوم، ومن أبرز أعماله السينمائية: “جري الوحوش” و”كتيبة الإعدام” و”البيضة والحجر” و”الهروب” و”الهجامة” و”رحلة حب” و”كذلك في الزمالك” و”قلب جرئ” و”عايز حقي” و” العيال هربت” و”عيال حبيبة” و”وش إجرام” و”كلام في الحب” و”جعلتني مجرماً” و”كاريوكى” و”خليك في حالك” و”الكيف” و”البلياتشو” و”بوبوس” و”صياد اليمام”.

## أعماله
- 2024: عالماشي
- 2022: تسليم أهالي
- 2021: نص يوم
- 2020: الحوت الأزرق
- 2019: خط الموت
- 2019: ضغط عالي
- 2018: الأبلة طم طم
- 2018: طربال رايح جاي
- 2016: الباشا في الفلاشة
- 2014: المهرجان
- 2013: حاميها وحراميها-زلعوكا
- 2013: ألف سلامة-حنفي
- 2012: عمر وسلمى 3
- 2010: عسل أسود
- 2010: ونيس وأيامه
- 2010: الثلاثة يشتغلونها
- 2010: متعة للإيجار (تحت الأعداد)
- 2010: اللص والكتاب
- 2010: مسلسل رمضونا
- 2010: مسلسل ولاد الايه
- 2010: الحارة
- 2010: الجماعة
- 2010: أغلى من حياتي المعلم بيومي
- 2010: زهرة وأزواجها الخمسة
- 2009: أعز أصحاب
- 2009: يوميات ونيس وأحفاده (ج6).... عبد الله
- 2009: حفل زفاف (فيلم)
- 2009: المسافر.... ضيف شرف
- 2009: مسرحية بنت الحكومة (تحت الأعداد)
- 2009: لو كنت ناسي (جاري إنتاجه)
- 2009: حكاية عائلة توتو (جاري إنتاجه)
- 2009:القبطان عزوز.... سلامة
- 2009: ياسين في مستشفي المجانين [سيت كوم]
- 2009: بوبوس .... والد رافت
- 2009: صياد اليمام
- 2009: قاطع شحن (لم يعرض بعد)
- 2009: إستنجلينا (جاري إنتاجه)
- 2009: علقة موت (فيلم)
- 2009: مسلسل أبو ضحكة جنان
- 2009: فؤش [سيت كوم]
- 2009: مياس وبندق وحداقة (جاري إنتاجه)
- 2009: أنا وبابا [سيت كوم]
- 2008: كافيه تشينو [سيت كوم].... عبد المهيمن
- 2008: كاريوكي (فيلم).... عارف
- 2008: شبه منحرف (فيلم)
- 2007: حسن طيارة (فيلم)
- 2007: خليك في حالك.... المعلم زكي
- 2007: مسلسل دنيا [ج]
- 2007: فيلم البلياتشو
- 2007: مسلسل راجل وست ستات.... حمدى بنطلون
- 2007: حين ميسرة
- 2007: مسلسل أحلامك أوامر
- 2007: ليلة حب حلوة
- 2007: الدرملي فقري تملي.... والد درملي
- 2007: هي فوضى (فيلم).... صاحب القهوة
- 2006: أريد خلعاً (فيلم)
- 2006: العيال هربت.... أبو وفاء
- 2006: كلام في الحب (فيلم)
- 2006: فيلم وش إجرام .... والد رحاب
- 2006: مسلسل أولاد الشوارع.... أبو زينب
- 2006: جعلتني مجرماً (فيلم)ً
- 2006: 90 دقيقة
- 2006: مسلسل خطوة عزيزة
- 2005: جاى في السريع
- 2005: خليها على الله
- 2005: السيد أبو العربي وصل .... الحاج نور
- 2005: الحاسة السابعة (فيلم.... المدرب رشدان
- 2005: علي سبايسي (فيلم)
- 2005: أبو علي (فيلم)| الاعور
- 2005: قشطة ياب (فيلم)
- 2005: عيال حبيبة (فيلم)
- 2004: عريس من جهة أمنية (فيلم)
- 2004: حبك نار (فيلم)
- 2004: شبر ونص
- 2003: ميدو مشاكل (فيلم)
- 2003: عايز حقي (فيلم)
- 2003: مسلسل العمة نور
- 2002: قلب جريء (فيلم)
- 2002: مسلسل فارس بلا جواد.... سعد حريقة
- 2002: كذلك في الزمالك
- 2001: رحلة حب (فيلم)
- 2000: رجال من مصر
- 2000: مسرحية سكة السلامة 2000
- 1999: مسلسل زيزينيا (ج 1)
- 1998: مسلسل يوميات ونيس (ج5) .... عبد الله
- 1997: مسلسل يوميات ونيس (ج4) .... عبد الله
- 1996: مسلسل يوميات ونيس (ج3) .... عبد الله
- 1995: مسلسل يوميات ونيس (ج2) .... عبد الله
- 1993: 131 أشغال .... حسن
- 1992: الهجامة
- 1991: اللعب مع الشياطين
- 1991: فيلم الهروب
- 1990: الذل .... مقاول البناء
- 1990: البيضة والحجر
- 1989: كتيبة الإعدام.... فرج الاكتع/ عزام أبوخطوه
- 1989: اغتصاب
- 1989: إحنا اللى سرقنا الحرامية
- 1988: بطل من ورق
- 1988: مسرحية تخاريف
- 1987: جري الوحوش
- 1987: أربعة في مهمة رسمية
- 1987: الكماشة
- 1986: الحناكيش
- 1985: الكيف .... بيصي النكش
- 1985: عفوا أيها القانون
- مسرحية ماما أمريكا.... شومان أبن عم أميرة كامل
- مسرحية لعبة الست
- مسرحية كارمن
- 1992: مسرحية وجهة نظر
- 1989: مسرحية تخاريف
- العميل رقم 13
- 1979: فيلم احنه بتوع الاتوبيس

## الاعتزال
في يوليو 2024 أعلن عبد الله مشرف اعتزله الفن خلال تصريح له لموقع القاهرة 24 حيث قال: "كل الناس لازم تعرف إن كل واحد له وقت يقعد فيه ويتسلى ويتسامر ويعيش حياته.. اكتفيت الحمد لله وشبعت من الفن، مقدرش آكل أكتر من طاقتي".

## وصلات خارجية
- عبد الله مشرف على موقع IMDb (الإنجليزية)
- عبد الله مشرف على موقع الدهليز
- عبد الله مشرف على موقع قاعدة بيانات الأفلام العربية